# The River of Dreams
The River of Dreams is een nummer van de Amerikaanse zanger Billy Joel. Hij schreef het nummer zelf en de productie werd gedaan door Joe Nicolo en Danny Kortchmar. In juli 1993 werd het uitgebracht als eerste single van het twaalfde studioalbum van de zanger, genaamd River of Dreams.

## Achtergrond
Joel schreef het The River of Dreams nadat hij het in zijn hoofd had toen hij wakker werd en het in zijn hoofd bleef gedurende de dag.
Nadat het nummer uitkwam wilde Gary Zimmerman, een zanger uit New York, Joel aanklagen voor tien miljoen dollar, omdat The River of Dreams voor meer dan de helft zou zijn gebaseerd op zijn nummer Nowhere Land uit 1986. Volgens Joel had hij nog nooit van Zimmerman of diens muziek gehoord. Zimmerman besloot een jaar later zijn zaak te laten vallen.

## Hitnoteringen en prijzen
The River of Dreams bereikte in eigen land de derde plek in de Billboard Hot 100. In Australië, Italië en Nieuw-Zeeland haalde het de eerste plek van de hitlijsten. Ook in Canada, Ierland, Oostenrijk, Zwitserland, het Verenigd Koninkrijk, Duitsland, Frankrijk, Zimbabwe, IJsland, Japan, Noorwegen, Zweden en Denemarken haalde het een plek in de top tien. In de Nederlandse Top 40 stond het veertien weken genoteerd, met drie weken lang een vijfde plek als hoogste notering.
Het nummer werd tijdens de 36e Grammy Awards in 1994 genomineerd voor Record of the Year. Deze prijs werd niet gewonnen, want het ging naar I Will Always Love You van Whitney Houston. Joel zong zijn lied tijdens de uitreiking maar stopte abrupt om te protesteren tegen het afkappen van de speech van Frank Sinatra eerder die avond voor reclames. Joel zei: "Er gaat waardevolle reclametijd voorbij. Dollars, dollars, dollars."

### Nederlandse Top 40
| Hitnotering: 28-08-1993 t/m 27-11-1993 | Hitnotering: 28-08-1993 t/m 27-11-1993 | Hitnotering: 28-08-1993 t/m 27-11-1993 | Hitnotering: 28-08-1993 t/m 27-11-1993 | Hitnotering: 28-08-1993 t/m 27-11-1993 | Hitnotering: 28-08-1993 t/m 27-11-1993 | Hitnotering: 28-08-1993 t/m 27-11-1993 | Hitnotering: 28-08-1993 t/m 27-11-1993 | Hitnotering: 28-08-1993 t/m 27-11-1993 | Hitnotering: 28-08-1993 t/m 27-11-1993 | Hitnotering: 28-08-1993 t/m 27-11-1993 | Hitnotering: 28-08-1993 t/m 27-11-1993 | Hitnotering: 28-08-1993 t/m 27-11-1993 | Hitnotering: 28-08-1993 t/m 27-11-1993 | Hitnotering: 28-08-1993 t/m 27-11-1993 | Hitnotering: 28-08-1993 t/m 27-11-1993 |
| Week:                                  | 1                                      | 2                                      | 3                                      | 4                                      | 5                                      | 6                                      | 7                                      | 8                                      | 9                                      | 10                                     | 11                                     | 12                                     | 13                                     | 14                                     |                                        |
| -------------------------------------- | -------------------------------------- | -------------------------------------- | -------------------------------------- | -------------------------------------- | -------------------------------------- | -------------------------------------- | -------------------------------------- | -------------------------------------- | -------------------------------------- | -------------------------------------- | -------------------------------------- | -------------------------------------- | -------------------------------------- | -------------------------------------- | -------------------------------------- |
| Positie:                               | 36                                     | 29                                     | 24                                     | 19                                     | 14                                     | 12                                     | 7                                      | 5                                      | 5                                      | 5                                      | 6                                      | 10                                     | 17                                     | 27                                     | uit                                    |